# Kjustendil
Kjustendil (bulgarsk: Кюстендил) er en by i det vestlige Bulgarien med et indbyggertal på 43.534 (2024). Byen er hovedstad i Kjustendil-provinsen og var i oldtiden kendt under navnet Pautalia.